# 奧布朗 (伊利諾伊州)
哈奧布朗（英語：Oblong）是位於美國伊利諾伊州克勞福德縣的一個村落。

## 地理
哈奧布朗的座標為39°00′05″N 87°54′30″W / 39.00139°N 87.90833°W，而該地最高點為海拔高度156米（即512英尺）。

## 人口
根據2010年美國人口普查的數據，哈奧布朗的面積為2.90平方千米，當中陸地面積為2.87平方千米，而水域面積為0.03平方千米。當地共有人口1446人，而人口密度為每平方千米498人。